# Il falco e la colomba
Il falco e la colomba és una pel·lícula dramàtica italiana del 1981 dirigida per Fabrizio Lori.

## Argument
Michele Alemani és un polític en ascens al seu partit quan un grup de terroristes li dispara a les cames. Una noia que, al cotxe amb el seu xicot, ho ha vist tot, l'ajuda fent servir la seva bufanda com a torniquet, però fuig de seguida.
Un cop curat, l'Alemanni coneix la noia per casualitat en un restaurant i intervé donant cops de puny al seu xicot que la colpeja i amenaçant-la. Ella fuig, després de donar una bufetada a Alemanni.
Durant un càsting Alemanni troba una foto de la noia, Viva Montero, que és model i actriu de professió i decideix contractar-la per una campanya política. Comença a festejar-la i, amb l'excusa de tornar-li la bufanda, va a visitar-la a l'hotel on viu. Els dos van junts a una festa on fan l'amor, però ella inicialment l'allunya. Aquí l'Almanni descobreix que l'Eva és una drogaddicta i decideix ajudar-la a desintoxicar-se.
Mentre la noia és a la clínica, l'Alemanni se separa de la seva dona Rita, i quan l'Eva és donada d'alta els dos es traslladen junts. Però el seu sogre, que també és l'actual cap del seu partit polític, veu en aquesta relació una amenaça per a l'ascendència política de Michele, així que inventa una manera de separar-los. Parla amb l'Eva, la convenç que deixi Michele, mentre que al mateix temps un aliat seu convenç Il Pezzà, l'exnòvio d'Eva, perquè li injecti una dosi d'heroïna.
L'Eva al bany, en estat d'alteració induït per l'heroïna, treu la sang amb la xeringa i es desmaia. Michele, en arribar a casa, no s'adona de res, però mentrestant arriba la policia i, havent trobat la noia al bany, porten Michele a la presó.
L'Eva, tornada a la clínica, decideix treure's la vida deixant-se caure des de la terrassa de la seva habitació. Michele, a qui li donen la notícia a la presó, es deixa anar a la desesperació.

## Repartiment
- Lara Wendel: Viva Montero
- Fabio Testi: Michele Alemani
- Simonetta Stefanelli: Rita Alemani
- Ugo Bologna:
- Mico Galdieri:
- Riccardo Peroni:
- Salvatore Aiesi:
- Luciano Crovato:
- Emiliano Di Meo:
- Tom Felleghy:
- Ferdinando Di Lena:
- Salvatore Billa:
- Danilo Mattei: Pezzá
- Nicola Di Gioia: poliziotto

## Banda sonora
La banda sonora, composta per Stelvio Cipriani, no ha estat publicada. La pel·lícula també utilitza la cançó September Morn, cantada per Neil Diamond dos anys abans.

## Recepció
A la seva estrena, Segnalazioni Cinematografiche va estigmatitzar la pel·lícula de la següent manera: «La pel·lícula és, de fet, només una fotonovel·la brillant, risible en els diàlegs, en el disseny dels personatges, en el retrat de l'entorn.»»" FilmTv.it, en la mateixa línia, resumeix: «Barreja insignificant entre sentiment i senyals "socials".»